# Горно-металлургическая академия имени Станислава Сташица
AGH Научно-технический университет (AGH НТУ; Горно-металлургическая академия им. Станислава Сташица) — крупнейшее техническое высшее учебное заведение в Польше.

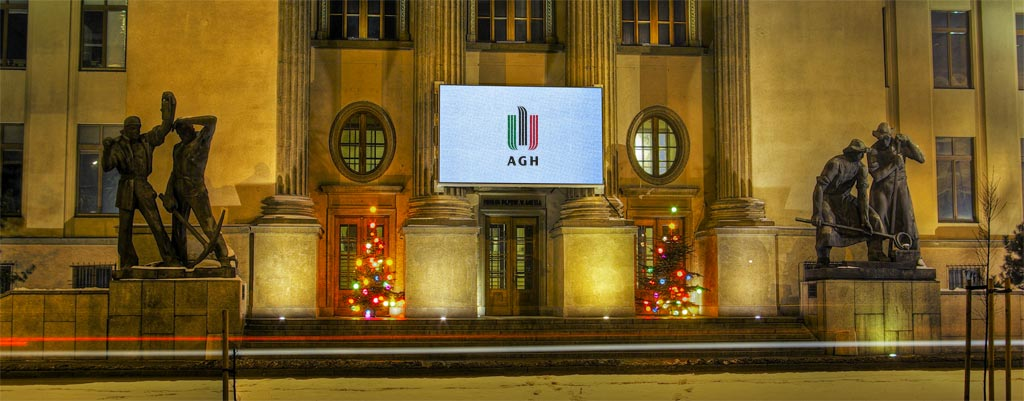
Памятник шахтёрам и металлургам перед главным корпусом.

Основана 8 апреля 1919 года. Считается одним из лучших польских технических университетов. Занимает первое место в Польше среди технических университетов из 388 в мире в общем ранкинге по всемирной статистике Webometrics Ranking of World Universities от июля 2015 года.

## Известные выпускники
- Веслав Дзяловский
- Францишек Каим
- Францишек Шляхциц